# Platypalpus triangulatus
Platypalpus triangulatus är en tvåvingeart som beskrevs av Yang 1989. Platypalpus triangulatus ingår i släktet Platypalpus och familjen puckeldansflugor. Inga underarter finns listade i Catalogue of Life.